# Животинско жертвоприношение
Животинското жертвоприношение представлява убиване на животно като част от религиозно жертвоприношение.
Практикува се от много религии като средство за умилостивяване на боговете или за да се промени ходът на определени природни или обществени събития. Този вид жертвоприношение е съществувал в почти всички култури – от юдеите до гърците и римляните, от ацтеките до племето Йоруба (Yoruba) - и в наши дни все още се практикува от последователите на религиозното учение Сантерия като начин за излекуване на болните и отправяне на благодарност към боговете. То е подходящо наречено животински дар и представлява съвсем малка част от т.нар ебос – религиозни дейности, които включват поднасяне на дар, молитва и извършване на дела в Сантерия.
Животинското жертвоприношение е обичай, който се среща и в някои части на Индия. Извършва се, за да се умилостиви Бог или за да се изрази уважение към него. След получаване на независимост, някои от щатите в Индия приемат закони, които обявяват жертвоприношенията в храмовете за незаконни. Тези закони обаче никога не са били прилагани строго от щатските правителства. През 2003 година се прави опит да се осигури приложението на забраната. Това обаче не става и по този начин се позволява тези практики да продължат.
Интересен е фактът, че докато жертвоприношенията на животни се срещат в повечето религии, според по-нетрадиционните от тях, например сатанизма, причините да бъде пощадено животното са повече от тези да бъде убито.